# Alfonso Lopez (Jurist)

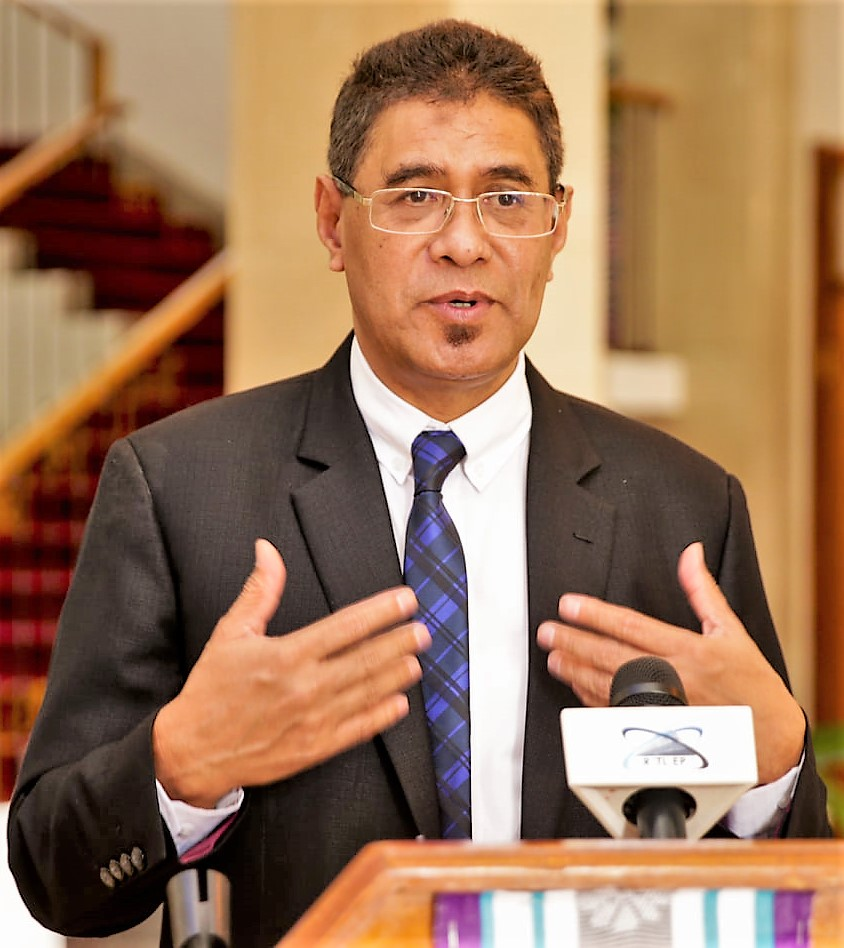
Alfonso Lopez (2021)

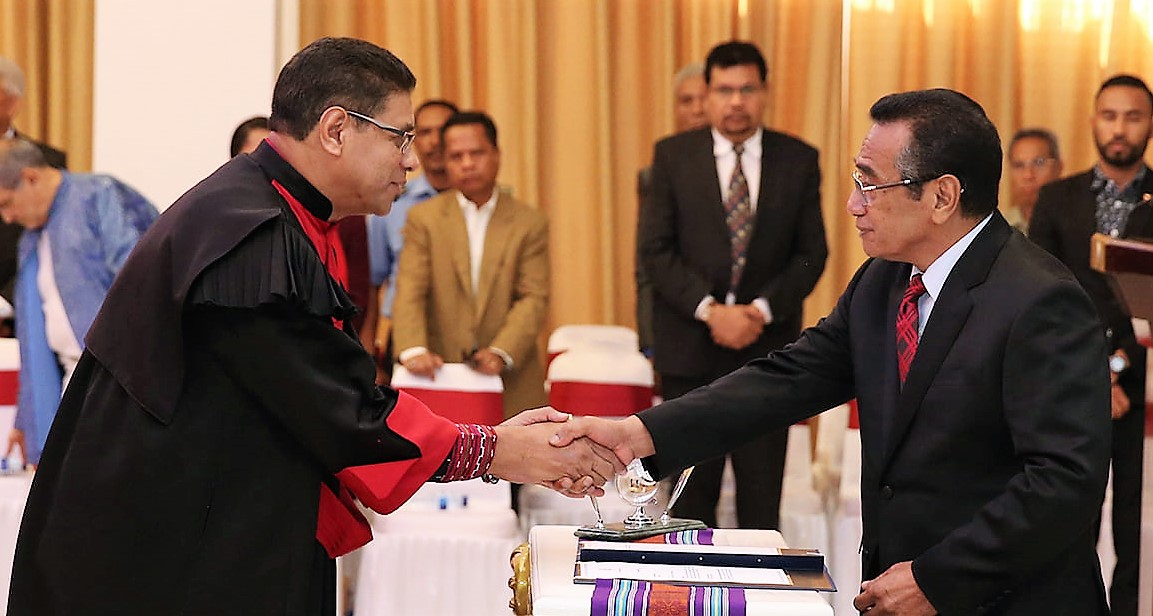
Alfonso Lopez bei der Vereidigung durch Francisco Guterres

Alfonso Lopez (* 22. Juli 1968 in Raça, Lautém, Portugiesisch-Timor) ist ein osttimoresischer Jurist.

## Werdegang
1999 machte Lopez seinen Abschluss in Rechtswissenschaften an der Katholischen Universität von Atmajaya im indonesischen Yogyakarta. In Osttimor arbeitete Lopez dann in der Zeit der UN-Verwaltung zwischen 2000 und 2001 in der Abteilung für Landstreitigkeiten des Direktorats für Land und Eigentum. Dann war er bis Mai 2002 Direktor für Landpolitik und Gemeindeinformationen.
Ab August 2002 war Lopez für vier Jahre Direktor der Nationalen Direktion für Rechtsberatung und Gesetzgebung des Justizministeriums, wo er die gemischte Kommission für die Vorlage der Gesetzesentwürfe für das Strafgesetzbuch und die Strafprozessordnung leitete. Im Januar 2006 nahm er am Ausbildungskurs für Richter und Pflichtverteidiger des Justizausbildungszentrums teil und begann anschließend sein Praktikum in der Bezirksstaatsanwaltschaft Dili. Im März 2009 wurde er als Staatsanwalt vereidigt und der Bezirksstaatsanwaltschaft Suai zugeteilt.
Zum 1. Juli 2010 wurde Lopez, damals Staatsanwalt 3. Klasse, zum Bezirksstaatsanwalt (portugiesisch Procurador da República Distrital) der Bezirksstaatsanwaltschaft Oe-Cusse ernannt. Im August 2014 wechselte er in derselben Position an die Bezirksstaatsanwaltschaft von Baucau und schließlich am 20. September 2017 an die Bezirksstaatsanwaltschaft Dili.
Am 5. Dezember 2018 ernannte Staatspräsident Francisco Guterres Lopez zum stellvertretenden Generalstaatsanwalt und am 28. April 2021 zum Generalstaatsanwalt des Landes, als Nachfolger von José da Costa Ximenes. Die Vereidigung von Lopez im neuen Amt erfolgte am 29. April.